# Roberto Cazzaniga (cestista)
Roberto Cazzaniga (Monza, 13 giugno 1978) è un cestista italiano.

## Carriera
Ha esordito nella massima serie a soli 16 anni nel 1994 con la maglia di Varese il 6 novembre contro la Scavolini Pesaro.
Ha militato in A1 con l'Olimpia Milano e in Legadue nella Pallacanestro Pavia, e con la squadra di Soresina.
Nel 2011-2012 è in forze alla Pallacanestro Pavia, squadra partecipante alla Divisione Nazionale A.
Il 7 agosto 2012 ritorna in Serie A dopo dieci anni di assenza firmando per la Vanoli Cremona.
Per la stagione 2018-19, milita in Serie C Gold lombarda con la squadra Gilbertina Soresina.

## Palmarès
- Coppa Italia Serie B d'Eccellenza:

Junior Casale: 2005